# 杀手2：沉默刺客
《杀手2：沉默刺客》（中国大陆旧译）是一款秘密潜入类第三人称射击游戏，由IO Interactive开发、Eidos Interactive发行。它是《杀手：代号47》的续篇，于2002年10月1日在北美發行。
游戏的玩法侧重于潜行完成任务。游戏移除了一些注重动作的部分，取而代之的是完全以前潜行为重点的任务，但玩家仍可以自由选择自己的游戏风格。游戏引入了第一人称视角的选项，而且有非致命道具，并提供了多种可能完成任务的方式。
《杀手2：沉默刺客》获得了正面评价，评论家们认为它在各个方面都优于前作。该游戏在商业上也取得了成功，截至2009年4月23日已售出超过370万份，这使得它成为原始系列《刺客》游戏中销售最好的一款。《沉默刺客》及其续作《契约》和《鲜血的代价》作为《杀手》HD三部曲于2013年1月在PlayStation 3和Xbox 360作为高清重制版本发布。

## 遊戲劇情
47暫別其刺客生涯藏身於西西里一所教堂，神父於聆聽其懺悔後認為47本性善良。不久神父被綁架，47因此決定重返國際契約情報局（International Contract Agency）與其聯絡人戴安娜·伯活特（Diana Burnwood）定下協議，以參與任務換取情報局代為追查神父下落。
戴安娜表示神父被以盖塞浦·盖里阿尼（Giuseppe Giuliano）為首的黑手黨綁架並囚於其莊園內，47雖然刺殺了盖里阿尼，但神父已早一步被一群身穿苏联制服之人帶走。47其後繼續參與多個任務並在認為神父或已遇害後放棄追查。

47最終發現綁架事件由苏联黑手黨首領瑟给·扎佛洛克（Sergei Zavorotko）計劃，目的是誘騙47復出：瑟给於黑市購入了一核彈頭並僱用47殺死所有與此交易相關之人士（47復出後一直刺殺之所有目標）。瑟给及其部下以神父為質於教堂內伏擊47失敗全部被殺，神父把其玫瑰經交給47並懇求他能選擇善良之路；有感自己與平和無緣，47把玫瑰經留在教堂門上後離開重投刺客生涯。